# Vlado Fumić
Vladimir „Vlado“ Fumić (* 5. April 1956 in Zagreb) ist ein ehemaliger jugoslawischer Radrennfahrer.

## Sportliche Laufbahn
Fumić war im Bahnradsport und im Straßenradsport aktiv. Er war Teilnehmer der Olympischen Sommerspiele 1976 in Montreal. Im 1000-Meter-Zeitfahren kam er auf den 24. Rang. Im Sprint schied er im Vorlauf gegen Jürgen Geschke aus.
1976 siegte er im Eintagesrennen Memorijal Stjepan Grgac. 1978 holte er einen Etappensieg in der Jugoslawien-Rundfahrt.

## Berufliches
1984 eröffnete er in Zagreb ein Fahrradgeschäft in welchem er Service anbot. Das Geschäft wird, Stand 2024, immer noch von Vlado Fumić betrieben. Er bietet dort neben dem Kauf auch den Verleih von Fahrrädern an sowie organisierte Radtouren.

## Familiäres
Seine Söhne Lado Fumić und Manuel Fumić waren ebenfalls Radrennfahrer. Beide starteten für Deutschland.